# Danh sách phim VTV phát sóng năm 2021
Đây là danh sách phim do Đài Truyền hình Việt Nam phát sóng trong năm 2021.
←2020 - 2021 - 2022→

## Phim Tết Nguyên Đán
Phim phát sóng trên VTV1 từ mùng 1 đến mùng 4 Tết Nguyên Đán Tân Sửu.
Tập 1 và 2 phát sóng lần lượt từ 22:00 đến 22:50 và 21:10 đến 22:00; tập 3 và 4 phát sóng từ 21:40 đến 22:30.
| Thời gian                                                                             | Tên                 | Số tập                             | NSX | Đoàn làm phim | Bài hát chủ đề | Thể loại            | Ghi chú |
| ------------------------------------------------------------------------------------- | ------------------- | ---------------------------------- | --- | --- | -------------- | ------------------- | --- |
| 12 - 15 tháng 2 Phiên bản đặc biệt: 14 tháng 3 Phát hành lại: 5 - 15 tháng 3 năm 2024 | Yêu hơn cả bầu trời | 4 (45 phút) Đặc biệt: 1 (130 phút) | VFC | Nguyễn Khải Anh (đạo diễn); Nguyễn Thu Thủy, Trịnh Khánh Hà (biên kịch); Thanh Sơn, Bình An, Quang Sự, Mạnh Quân, Ngô Mai Phương, Chiều Xuân, Thanh Dương, Huyền Sâm, Thiện Tùng, Thiện Hùng, Ngọc Tú... |                | Lãng mạn, hành động | Phiên bản đặc biệt phát sóng 20:35 - 22:45 vào Chủ Nhật trên kênh VTV1 dưới dạng một bộ phim lẻ. Bộ phim cuối cùng phát sóng trong khung giờ phim truyện Tết Nguyên Đán. Tên cũ: Chung một bầu trời. |

## VTV1 - Phim truyện giờ vàng
Những bộ phim này phát sóng từ 21:00 đến 21:30 các ngày từ thứ Hai đến thứ Sáu trên kênh VTV1.
- Lưu ý: Từ ngày 28 tháng 10 đến 5 tháng 11, khung giờ được nối tiếp bởi phiên bản phát hành lại của bộ phim Mátxcơva - Mùa thay lá (với số tập nâng từ 4 ở bản gốc lên 7 tập).[3]

| Thời gian                                 | Tên                | Số tập                            | NSX | Đoàn làm phim | Bài hát chủ đề | Thể loại                              | Ghi chú |
| ----------------------------------------- | ------------------ | --------------------------------- | --- | --- | --- | ------------------------------------- | --- |
| 19 tháng 4 - 27 tháng 10                  | Hương vị tình thân | 136 Phần 1: 71 tập Phần 2: 65 tập | VFC | Nguyễn Danh Dũng (đạo diễn); Trịnh Khánh Hà, Trịnh Cẩm Hằng, Trịnh Đan Phượng (biên kịch); Phương Oanh, Mạnh Trường, Thu Quỳnh, Công Lý, Võ Hoài Nam, Tú Oanh, Quách Thu Phương, Hoàng Anh Vũ, Trịnh Mai Nguyên, Như Quỳnh, Thu Hạnh, Sỹ Hưng, Ánh Tuyết/Bích Ngọc, Việt Bắc, Việt Hoa, Bùi Bài Bình, Hồ Phong, Sơn Tùng, Minh Cúc, Anh Tuấn, Tô Dũng, Linh Huệ, Anh Tuấn, Nam Anh, Đào Hoàng Yến, Phùng Khánh Linh, Thục Anh, Vũ Hải, Xuân Thắng, Lý Chí Huy, Trương Hoàng, Thùy Linh, Thiên Hoa, Xuân Hiển, Mạnh Đạt, Minh Nguyệt, Thượng Tọa thích Chân Quang, Quang Đạo, Anh Dũng, Phương Thanh, Doãn Quốc Đam, Đỗ Duy Nam, Linh Hương, Phụng Nghi, Hà Anh, Minh Thu, Xuân Thắng, Thuỳ Linh, Nguyễn Ngọc An Nhiên... | Hương tình thân Sáng tác: Trần Quang Duy Thể hiện: Lâm Bảo Ngọc Sẽ mãi một tình yêu Sáng tác: Trần Quang Duy Thể hiện: Minh Vương | Gia đình, lãng mạn, hài hước, hình sự | Dựa theo phim truyền hình Hàn Quốc "My only one". Hoãn 2 tập vào ngày 20 tháng 4 và 2 tháng 9 do sự kiện đặc biệt. |
| 8 tháng 11 năm 2021 - 18 tháng 2 năm 2022 | Phố trong làng     | 58                                | VFC | Nguyễn Mai Hiền, Trần Trọng Khôi (đạo diễn); Đặng Diệu Hương, Lê Thu Thủy, Nguyễn Mạnh Cường (biên kịch); Phạm Anh Tuấn, Phạm Ngọc Anh, Phùng Đức Hiếu, Lưu Duy Khánh, Doãn Quốc Đam, Ngô Lệ Quyên, Duy Hưng, Trần Vân, Đình Chiến, Đức Khuê, Thu Huyền, Tuấn Anh, Việt Thắng, Ngọc Thư, Quốc Trị, Xuân Thông, Minh Thu, Mạnh Đạt, Nhật Linh, Tiến Mộc, Thùy Liên, Ngọc Tản, Đào Thúy Hường, Danh Thái, Bình Xuyên, Kim Dung, Tú An, Vĩnh Xương, Anh Tuấn, Hoàng Dương, Minh Nguyệt, Thu Hương, Phương Hạnh, Tạ Vũ Thu, Tuấn Cường, Dương Đức Quang, Phí Thùy Linh, Trọng Nguyên, Huyền Sâm, Hoàng Triều Dương, Trọng Minh... Cameo: Thanh Dương                                                                         | | Nông thôn, hình sự, tội phạm          | Hoãn 4 tập vào các ngày 18 tháng 11, 2 tháng 12 năm 2021 và 20 - 21 tháng 1 năm 2022 do sự kiện đặc biệt. Hoãn 5 tập vào các ngày 31 tháng 1 và 1 - 4 tháng 2 năm 2022 để phát sóng các chương trình dịp Tết Nguyên Đán Nhâm Dần 2022. Tập 39 phát sóng 20:30-21:00, ngày 31 tháng 12 năm 2021. Tạm thời thay thế bằng phim Mùa xuân ở lại (với số tập nâng từ 4 lên 8 tập) từ ngày 3 - 12 tháng 1 năm 2022. |

## VTV3 - Phim truyện giờ vàng

### Line-up 1
Những bộ phim này phát sóng từ 20:00 đến 20:30 (20:00 đến 20:25 từ ngày 15 tháng 11) các ngày từ thứ Hai đến thứ Sáu trên kênh VTV3.
Sau khi kết thúc Xin chào hạnh phúc (mùa 4) vào ngày 30 tháng 7, quá trình sản xuất cho khung giờ này đã bị gián đoạn do cách ly COVID-19. Nó đã được lấp đầy bởi một số chương trình trước khi chạy lại. Các chương trình lần lượt là: Bố ơi! Mình đi đâu thế (mùa 1, phát lại), Ngày xưa chill phết (từ VTV6) và Trạng nguyên nhí (phát sóng lại).
- Lưu ý: Phát sóng lúc 21:00 ngày 26 tháng 1 và 20:30 ngày 1 tháng 2 do thời lượng phát sóng của Bản tin thời sự 19:00 được kéo dài để đưa tin về Đại hội đại biểu toàn quốc lần thứ 13 của Đảng Cộng sản Việt Nam.
- Hoãn 1 tập vào ngày 2 tháng 4 do trùng với chương trình truyền hình trực tiếp Quảng trường những giấc mơ kỷ niệm 25 năm phát sóng kênh VTV3.

| Thời gian                                | Tên                        | Số tập           | NSX                 | Đoàn làm phim                                          | Bài hát chủ đề | Thể loại | Ghi chú                          |
| ---------------------------------------- | -------------------------- | ---------------- | ------------------- | ------------------------------------------------------ | -------------- | -------- | -------------------------------- |
| 1 tháng 11 năm 2021 - 1 tháng 7 năm 2022 | Xin chào hạnh phúc - Mùa 5 | Tập 875 đến 1034 | VTV và VietCom Film | Nguyễn Bảo Trâm (điều hành sản xuất); nhiều nghệ sỹ... |                |          | Một series gồm nhiều series nhỏ. |

### Line-up 2

#### Phim thứ Hai - thứ Tư
Những bộ phim này phát sóng từ 21:30 đến 22:20 (21:40 đến 22:30 từ ngày 7 tháng 6) các ngày từ thứ Hai đến thứ Tư trên kênh VTV3.
| Thời gian                                                                                  | Tên                          | Số tập | NSX              | Đoàn làm phim | Bài hát chủ đề | Thể loại                                | Ghi chú |
| ------------------------------------------------------------------------------------------ | ---------------------------- | ------ | ---------------- | --- | --- | --------------------------------------- | --- |
| 25 tháng 5 - 27 tháng 7 Ngoại truyện: 5 tháng 7 (VTV Giải Trí)                             | Mùa hoa tìm lại              | 28     | VFC và ADT Media | Vũ Minh Trí (đạo diễn); Lê Huyền (biên kịch); Thanh Hương, Duy Hưng, Duy Khoa, Hương Giang, Mạnh Hưng, Vũ Thu Hoài, Thạch Thu Huyền, Lâm Đức Anh, Thanh Dương, Hồ Liên, Đức Khuê, Ngọc Tản, Quốc Trị, Phú Thăng, Phương Hạnh, Anh Đức, Việt Bắc, Tùng Anh, Tuấn Cường, Hán Huy Bách, Thanh Hiền, Thùy Liên, Tuấn Cường, Linh Hương, Hoàng Vũ, Phụng Nghi, Thiện Huy... | Mùa hoa tìm lại Sáng tác: Trần Quang Duy Thể hiện: Lâm Bảo Ngọc Câu chuyện tình yêu Sáng tác: Trần Quang Duy Thể hiện: Lâm Bảo Ngọc                    | Nông thôn, hài hước, tình cảm, gia đình | |
| 28 tháng 7 - 10 tháng 11                                                                   | 11 tháng 5 ngày              | 46     | VFC và ADT Media | Nguyễn Đức Hiếu, Lê Đỗ Ngọc Linh (đạo diễn); Lại Phương Thảo, Vy Trần, Diệu Linh (biên kịch); Thanh Sơn, Khả Ngân, Minh Hương, Mạnh Cường, Phan Ngọc Lan, Hà Trung, Lương Thanh, Vân Dung, Quang Thắng, Anh Thơ, Tuấn Tú, Phú Thăng, Phương Hạnh, Ngọc Tản, Quốc Trị, Tiến Lộc, Huyền Sâm, Bình An, Huyền Trang Mù Tạt, Phạm Ngọc Anh, Yến Hoàn, Quang Lâm, Thiên Hoa, Trần Cường, Phạm Tuấn Anh, Đức Quảng, Nguyễn Hà Anh... Cameo: Bùi Phương Nga, Mạnh Dũng | Gác lại âu lo Sáng tác: Da LAB Thể hiện: Da LAB ft. Miu Lê 11 tháng 5 ngày Sáng tác: Dương Trường Giang Thể hiện: Nguyễn Đặng Châu Anh, Minh Tốc & Lam | Lãng mạn, hài hước, tuổi trẻ            | Tên cũ: Điều em chưa biết. |
| 15 tháng 11 năm 2021 - 26 tháng 1 năm 2022 Ngoại truyện: 2 tháng 2 năm 2022 (VTV Giải Trí) | Thương ngày nắng về (phần 1) | 33     | VFC và ADT Media | Bùi Tiến Huy, Vũ Trường Khoa (đạo diễn); Thu Thủy, Thùy Dương, Nguyễn Nhiệm, Lương Ly, Đỗ Lê (biên kịch); Thanh Quý, Minh Hòa, Bá Anh, Lan Phương, Phan Minh Huyền, Nguyễn Ngọc Huyền, Hồng Đăng, Đình Tú, Doãn Quốc Đam, Lan Hương 'Bông', Trung Anh, Quang Trọng, Đỗ Duy Nam, Tiến Đạt, Trần Đức, Thanh Tùng, Nguyễn Bảo Linh, Phạm Tuấn Phong, Phú Thăng, Anna Linh, Trần Trang, Lương Ngọc Dung, Hồng Nhung, Chu Diệp Anh, Chu Quỳnh Chi, Thế Nguyên, Nguyễn Kim Oanh, Minh Phương, Thanh Hiền, Dương Thái, Việt Bắc, Trần Hoàng, Phương Lâm, Xuân Hồng... Cameo: MC Phạm Công Tố, MC Ngô Mai Phương, Cao Minh Tiến | Ước mơ của mẹ Sáng tác: Hứa Kim Tuyền Thể hiện: Văn Mai Hương                                                                                          | Gia đình, lãng mạn                      | Dựa theo phim truyền hình Hàn Quốc Mother of Mine đã được phát sóng trên kênh VTV3 trong khung giờ 11:20 - 12:00 vào năm 2020. Tên cũ: Con yêu của mẹ. |

#### Phim thứ Năm - thứ Sáu
Những bộ phim này phát sóng từ 21:30 đến 22:20 (21:40 đến 22:30 từ ngày 10 tháng 6) thứ Năm và thứ Sáu trên kênh VTV3.
| Thời gian                                 | Tên                            | Số tập | NSX              | Đoàn làm phim | Bài hát chủ đề                                                                                      | Thể loại         | Ghi chú                                                        |
| ----------------------------------------- | ------------------------------ | ------ | ---------------- | --- | --------------------------------------------------------------------------------------------------- | ---------------- | -------------------------------------------------------------- |
| 15 tháng 4 - 6 tháng 8                    | Hãy nói lời yêu                | 34     | VFC              | Bùi Quốc Việt (đạo diễn); Lê Huyền (biên kịch); Trọng Trinh, Nguyệt Hằng, Nguyễn Quỳnh, Công Dương, Trúc Mai, Quang Anh, Bảo Hân, Hoàng Anh Vũ, Hà Việt Dũng, Linh Huệ, Thuý Phương, Tuấn Cường, Hiệp Đỗ, Hồng Liên, Dương Đức Quang, Thanh Tú, Xuân Hồng, Ngô Minh Hoàng, Trúc Quỳnh, Nguyễn Tuấn, Nguyễn Khánh, Nguyễn Huy, Trần Tài, Lưu Duy Khánh...                                         | Nếu một ngày Sáng tác: Đặng Duy Chiến Thể hiện: Nguyễn Ngọc Anh Mạnh mẽ lên cô gái Thể hiện: Anh Tú | Gia đình         | Tên cũ: Hẹn em ngày nắng.                                      |
| 12 tháng 8 - 8 tháng 10                   | Ngày mai bình yên              | 18     | VFC và ADT Media | Vũ Trường Khoa, Hoàng Tích Thiện (đạo diễn); Lại Phương Thảo, Diệu Linh, Phượng Diễm (biên kịch); Trung Hiếu, Thúy Hà, Kiều Anh, Kiều My, Tố Uyên, Quang Trọng, Lan Hương 'Bông', Quốc Trị, Tiến Minh, Đỗ Duy Nam, Chí Nhân, Vũ Thắng, Đình Huy, Nguyễn Văn Lục, Huỳnh Đức, Nguyễn Thị Hương, Lê Hà...                                                                                           | Phía sau cánh cửa Sáng tác: Phùng Tiến Minh Thể hiện: Hương Ly ft. Tiến Minh                        | Gia đình         | Đề tài về vấn đề liên quan đến đại dịch COVID-19 tại Việt Nam. |
| 14 tháng 10 năm 2021 - 7 tháng 1 năm 2022 | Cảnh sát hình sự: Mặt nạ gương | 26     | VFC và ADT Media | Bùi Quốc Việt (đạo diễn); Vũ Liêm (biên kịch); Bảo Anh, Lương Thu Trang, Hoàng Hải, Ngọc Lan, Bình An, Ngọc Quỳnh, Đặng Tất Bình, Nguyễn Hoàng Ngọc Huyền, Thanh Thanh Hiền, Trần Đức, Xuân Truờng, Tạ Tuấn Minh, Chí Dương, Lưu Duy Khánh, Huyền Trang, Lưu Huyền Trang, Mạnh Đạt, Xuân Hồng, Xuân Thông, Thu Hương, Huyền Sâm, Đào Văn Bích, Lương Ngọc Dung, Nguyễn Quỳnh Trang, Danh Thái... | Mặt nạ gương Sáng tác: Trần Quang Duy Thể hiện: Lâm Bảo Ngọc                                        | Kinh dị, Hình sự | Tên cũ: Bí mật sau khung cửa.                                  |

## VTV3 - Phim truyện chiếu cuối tuần
- Lưu ý: Từ ngày 28 tháng 9 năm 2024, chính thức ngừng phát sóng khung giờ phim truyện Việt Nam cuối tuần lúc 14:00.

| Thời gian              | Tên                   | Số tập | NSX     | Đoàn làm phim | Bài hát chủ đề                                             | Thể loại | Ghi chú |
| ---------------------- | --------------------- | ------ | ------- | --- | ---------------------------------------------------------- | -------- | ------- |
| 2 tháng 5 - 18 tháng 9 | Thương con cá rô đồng | 40     | Mega GS | Hoàng Tuấn Cường (đạo diễn); Ngọc Bích, La Nguyễn Quốc Vinh (kịch bản); Phi Điểu, Thanh Thức, Lê Phương, Huỳnh Như Đan, Hoàng Yến, Lê Mạnh Phương, Quốc Huy, Quang Thái, Hạnh Thúy, Đinh Hữu Tài, Thành Được, Ngân Quỳnh, Hoàng Trinh, Đình Hiếu, Cao Phương Thúy, Trang Tuyền, Tuấn Anh, Thư Nguyễn... | Thương con cá rô đồng Sáng tác: Lex Vũ Thể hiện: Lê Phương | Gia đình |         |